# Taça de Portugal de Andebol de 2017–18
A Taça de Portugal de Andebol de 2017–18  foi a 47ª edição da Taça de Portugal de Andebol. Foi disputada por 77 equipas dos três campeonatos nacionais.
O ABC Braga, anterior detentor do troféu, foi eliminado na terceira eliminatória após derrota com o AD Sanjoanense por 27–23. A final foi disputada a 27 de maio de 2018 no Pavilhão Municipal do Peso da Régua. O Sport Lisboa e Benfica venceu o Sporting Clube de Portugal por 31–24, conquistando assim a sua 6.ª Taça de Portugal.

## Formato
A Taça de Portugal de Andebol de 2017–18 segue o mesmo formato que a anterior, sendo constituída por 6 eliminatórias e uma final. As equipas secundárias não podem participar nesta competição.
No total, 63 equipas provenientes do segundo e terceiro escalões mais altos participam na 1.ª eliminatória. Destes 63, são sorteados 9 clubes que ficam isentos, passando diretamente à eliminatória seguinte, competindo com as restantes equipas apuradas da primeira eliminatória por um lugar nos dezasseis-avos-de-final . Nesta ronda, entram os clubes do  Campeonato Nacional Andebol 1.
Todas as eliminatórias são disputadas numa só mão sempre com recurso a prolongamento e livres de 7m caso o sejam necessários para desempate. A final é disputada num pavilhão definido pela FAP.
| Eliminatória     | Participantes | Equipas em prova | Apurados        | Entradas | Divisão             |
| ---------------- | ------------- | ---------------- | --------------- | -------- | ------------------- |
| 1ª Elimatória    | 77            | 63               | -               | 63       | Andebol 3 Andebol 2 |
| 2ª Eliminatória  | 50            | 36               | 27 (+9 isentos) | -        | -                   |
| 3ª Eliminatória  | 32            | 32               | 32              | 14       | Andebol 1           |
| Oitavos-de-final | 16            | 16               | 16              | -        | -                   |
| Quartos-de-final | 8             | 8                | 8               | -        | -                   |
| Meias-finais     | 4             | 4                | 4               | -        | -                   |
| Final            | 2             | 2                | 2               | -        | -                   |

## Participantes
| - Sporting CP - FC Porto - SL Benfica - ABC Braga - Madeira SAD | - Belenenses - Águas Santas - Avanca - Arsenal - Boa-Hora | - Maia-ISMAI - AC Fafe - Xico Andebol - São Bernardo |

| Zona 1 (9 equipas) - Póvoa do Varzim - CCR Fermentões - CDC São Paio de Oleiros - Boavista - FC Gaia - Santo Tirso - CP Natação - Marítimo - São Mamede | Zona 2 (9 equipas) - Sanjoanense - ADC Benavente - Atlético da Sismaria - Juve Lis - Albicastrense - CD Os Marienses - Estarreja - SIR 1.º de Maio - Académica de Coimbra | Zona 3 (10 equipas) - Sporting da Horta - CCR Alto do Moinho - Vitória FC - GM 1.º Dezembro - CDE Camões - ACR Zona Azul - Ginásio do Sul - Sassoeiros - CV Tavira - Popular de Serpa |

| - Beira-Mar - ACD Monte - Feirense - Carregal do Sal - Alavarium - Falcão Pinhel - Ac. Viseu - Ílhavo - CA Leça - Infesta - Académico - SVR Benfica | - Modicus - AD Amarante - CDC Santana - Gondomar Cultural - Moimenta da Beira - Ponte de Sor - NDA Pombal - IFC Torrense - Lagoa AC - NA ESD Rio Maior - Samora Correia - UJ Alverca | - CS Alcobaça - CD Mafra - NA Entroncamento - AA Almeirim - Almada AC - Oriental - AR Telheiras - NAAL Passos Manuel - Batalha - Bairro Janeiro - AC Sines |

## 1.ª Eliminatória
| Andebol 1 | Andebol 2 | III Divisão | Total   |
| --------- | --------- | ----------- | ------- |
| 14 / 14   | 28 / 28   | 35 / 35     | 77 / 77 |

| Dia do jogo  | Visitado             | Div | Res   | Div | Visitante          |
| ------------ | -------------------- | --- | ----- | --- | ------------------ |
| 5 de outubro | Beira-Mar            | III | 33–36 | III | ACD Monte          |
| 5 de outubro | Feirense             | III | 31–17 | III | Carregal do Sal    |
| 5 de outubro | Alavarium            | III | 39–5  | III | Falcão Pinhel      |
| 5 de outubro | Estarreja            | II  | 37–28 | III | Ac. Viseu          |
| 5 de outubro | Académica            | II  | 28–27 | III | Ílhavo             |
| 5 de outubro | Santo Tirso          | II  | 24–18 | III | CA Leça            |
| 5 de outubro | Boavista             | II  | 35–34 | III | Infesta            |
| 5 de outubro | CP Natação           | II  | 22–30 | II  | FC Gaia            |
| 5 de outubro | Académico            | III | 30–20 | III | SVR Benfica        |
| 5 de outubro | Póvoa de Varzim      | II  | 33–29 | II  | Fermentões         |
| 5 de outubro | Modicus              | III | 38–22 | III | AD Amarante        |
| 5 de outubro | CDC Santana          | III | 32–30 | III | Gondomar Cultural  |
| 5 de outubro | EA Moimenta da Beira | III | 16–45 | II  | AD Sanjoanense     |
| 5 de outubro | Ponte de Sor         | III | 22–43 | II  | SIR 1.º de Maio    |
| 5 de outubro | Sassoeiros           | II  | 31–15 | III | NDA Pombal         |
| 5 de outubro | AD Albicastrense     | II  | 26–25 | II  | AC Sismaria        |
| 5 de outubro | IFC Torrense         | III | 29–24 | III | Lagoa AC           |
| 5 de outubro | Vitória FC           | II  | 23–26 | II  | CCR Alto do Moinho |
| 5 de outubro | Popular de Serpa     | II  | 24–23 | II  | CV Tavira          |
| 5 de outubro | NA ESD Rio Maior     | III | 23–31 | III | NA Samora Correia  |
| 5 de outubro | GM 1.º Dezembro      | II  | 26–10 | III | UJ Alverca         |
| 5 de outubro | CS Alcobaça          | III | 22–25 | III | CD Mafra           |
| 5 de outubro | NA Entroncamento     | III | 23–29 | III | AA Almeirim        |
| 5 de outubro | Almada AC            | III | 32–27 | III | Oriental           |
| 5 de outubro | AR Telheiras         | III | 22–31 | III | NAAL Passos Manuel |
| 5 de outubro | Batalha              | III | 23–31 | III | Bairro Janeiro     |
| 5 de outubro | AC Sines             | III | 21–30 | II  | ACR Zona Azul      |

## 2.ª Eliminatória
| Andebol 1 | Andebol 2 | III Divisão | Total   |
| --------- | --------- | ----------- | ------- |
| 14 / 14   | 23 / 28   | 13 / 35     | 50 / 77 |

| Dia do jogo   | Visitado                | Div | Res   | Div | Visitante          |
| ------------- | ----------------------- | --- | ----- | --- | ------------------ |
| 1 de novembro | AA Almeirim             | III | 40–39 | II  | Popular de Serpa   |
| 1 de novembro | NA Samora Correia       | III | 27–30 | II  | Ginásio do Sul     |
| 1 de novembro | CDE Camões              | II  | 36–35 | II  | AD Albicastrense   |
| 1 de novembro | Bairro Janeiro          | III | 26–25 | III | IFC Torrense       |
| 1 de novembro | NAAL Passos Manuel      | III | 20–26 | II  | Sassoeiros         |
| 1 de novembro | CD Mafra                | III | 24–15 | III | Almada AC          |
| 1 de novembro | GM 1.º Dezembro         | II  | 25–26 | II  | ADC Benavente      |
| 1 de novembro | SIR 1.º de Maio         | II  | 29–31 | II  | CCR Alto do Moinho |
| 1 de novembro | Sanjoanense             | II  | 38–15 | III | ACD Monte          |
| 1 de novembro | CDC Santana             | III | 32–31 | III | Feirense           |
| 1 de novembro | Académico               | III | 28–29 | II  | Póvoa de Varzim    |
| 1 de novembro | Marítimo                | II  | 26–21 | II  | Boavista           |
| 1 de novembro | Modicus                 | III | 33–34 | II  | São Mamede         |
| 1 de novembro | Santo Tirso             | II  | 45–28 | II  | Académica          |
| 1 de novembro | FC Gaia                 | II  | 36–26 | II  | Estarreja          |
| 1 de novembro | CDC São Paio de Oleiros | II  | 32–30 | III | Alavarium          |
| 8 de dezembro | CD Os Marienses         | II  | 26–28 | II  | Juve Lis           |
| 9 de dezembro | Sporting da Horta       | II  | 35–23 | II  | ACR Zona Azul      |

## 3.ª Eliminatória
| Andebol 1 | Andebol 2 | III Divisão | Total   |
| --------- | --------- | ----------- | ------- |
| 14 / 14   | 14 / 28   | 4 / 35      | 32 / 77 |

| Dia do jogo    | Visitado                | Div | Res   | Div | Visitante       |
| -------------- | ----------------------- | --- | ----- | --- | --------------- |
| 16 de dezembro | Marítimo                | II  | 23–37 | I   | FC Porto        |
| 16 de dezembro | CDC São Paio de Oleiros | II  | 27–37 | I   | Madeira SAD     |
| 16 de dezembro | AA Almeirim             | III | 18–46 | II  | FC Gaia         |
| 16 de dezembro | Bairro Janeiro          | III | 15–39 | I   | Maia-ISMAI      |
| 16 de dezembro | Sanjoanense             | II  | 27–23 | I   | ABC Braga       |
| 16 de dezembro | Santo Tirso             | II  | 38–36 | I   | Águas Santas    |
| 16 de dezembro | Sassoeiros              | II  | 22–24 | II  | ADC Benavente   |
| 16 de dezembro | Xico Andebol            | I   | 24–25 | I   | São Bernardo    |
| 16 de dezembro | CDE Camões              | II  | 23–38 | I   | Avanca          |
| 16 de dezembro | Arsenal da Devesa       | I   | 25–39 | I   | Benfica         |
| 16 de dezembro | AC Fafe                 | I   | 33–32 | I   | Boa-Hora        |
| 16 de dezembro | CDC Santana             | III | 30–29 | II  | Juve Lis        |
| 16 de dezembro | CD Mafra                | III | 18–43 | I   | Belenenses      |
| 17 de dezembro | São Mamede              | II  | 29–25 | II  | Ginásio do Sul  |
| 17 de dezembro | Sporting da Horta       | II  | 31–32 | II  | Póvoa de Varzim |
| 17 de dezembro | CCR Alto do Moinho      | II  | 18–41 | I   | Sporting CP     |

## Oitavos-de-final
| Andebol 1 | Andebol 2 | III Divisão | Total   |
| --------- | --------- | ----------- | ------- |
| 9 / 14    | 6 / 28    | 1 / 35      | 16 / 77 |

| Dia do jogo     | Visitado        | Div | Res   | Div | Visitante   |
| --------------- | --------------- | --- | ----- | --- | ----------- |
| 27 de janeiro   | ADC Benavente   | II  | 18–45 | I   | Benfica     |
| 27 de janeiro   | FC Porto        | I   | 44–21 | II  | São Mamede  |
| 27 de janeiro   | FC Gaia         | II  | 32–27 | I   | AC Fafe     |
| 27 de janeiro   | Maia-ISMAI      | I   | 18–22 | I   | Madeira SAD |
| 27 de janeiro   | Sanjoanense     | II  | 27–28 | I   | Avanca      |
| 27 de janeiro   | Póvoa de Varzim | II  | 29–34 | I   | Belenenses  |
| 27 de janeiro   | São Bernardo    | I   | 28–21 | III | CDC Santana |
| 21 de fevereiro | Santo Tirso     | II  | 17–36 | I   | Sporting CP |

## Quartos-de-final
| Andebol 1 | Andebol 2 | III Divisão | Total  |
| --------- | --------- | ----------- | ------ |
| 7 / 14    | 1 / 28    | 0 / 35      | 8 / 77 |

| Dia do jogo | Visitado     | Div | Res   | Div | Visitante   |
| ----------- | ------------ | --- | ----- | --- | ----------- |
| 17 de março | Belenenses   | I   | 18–32 | I   | FC Porto    |
| 17 de março | São Bernardo | I   | 25–28 | I   | Benfica     |
| 17 de março | FC Gaia      | II  | 29–28 | I   | Madeira SAD |
| 18 de março | Sporting CP  | I   | 40–24 | I   | Avanca      |

## Final-four
| Andebol 1 | Andebol 2 | III Divisão | Total  |
| --------- | --------- | ----------- | ------ |
| 3 / 14    | 1 / 28    | 0 / 35      | 4 / 77 |

### Alinhamento
|  | Meias finais | Meias finais |            |    | Final | Final |
|  |              |              |            |    |       |       |
|  | 26 de maio   |              |            |    |       |       |
|  |              |              |            |    |       |       |
|  | SL Benfica   | 33           |            |    |       |       |
|  | SL Benfica   | 33           | 27 de maio |    |       |       |
|  | FC Gaia      | 29           |            |    |       |       |
|  | FC Gaia      | 29           | SL Benfica | 31 |       |       |
|  | 26 de maio   |              | SL Benfica | 31 |       |       |
|  |              | Sporting CP  | 24         |    |       |       |
|  | FC Porto     | Sporting CP  | 24         | 21 |       |       |
|  | FC Porto     |              |            | 21 |       |       |
|  | Sporting CP  | 30           |            |    |       |       |
|  | Sporting CP  | 30           |            |    |       |       |

### Meias finais
| 26 de maio de 2018 15:00 | SL Benfica         | 33–29               | FC Gaia              | Municipal de Régua, Guarda |
| 26 de maio de 2018 15:00 | Bélone Moreira (8) | (15–13)             | Eduardo Mendonça (9) | Municipal de Régua, Guarda |
| 26 de maio de 2018 15:00 | 4× 1×              | [carece de fontes?] | 1×                   | Municipal de Régua, Guarda |

| 26 de maio de 2018 17:30 | FC Porto          | 21–30               | Sporting CP       | Municipal de Régua, Guarda |
| 26 de maio de 2018 17:30 | José Carrillo (3) | (11–15)             | Frankis Carol (9) | Municipal de Régua, Guarda |
| 26 de maio de 2018 17:30 | 5× 1×             | [carece de fontes?] | 6× 2×             | Municipal de Régua, Guarda |

### Final
| 27 de maio de 2018 18:00 | SL Benfica          | 31–24               | Sporting CP       | Municipal de Régua, Guarda |
| 27 de maio de 2018 18:00 | Davide Carvalho (9) | (15–10)             | Pedro Portela (6) | Municipal de Régua, Guarda |
| 27 de maio de 2018 18:00 | 4× 2× 1×            | [carece de fontes?] | 5× 0× 1×          | Municipal de Régua, Guarda |

## Vencedor
| Taça de Portugal de Andebol de 2017–18 |
| -------------------------------------- |
| SL Benfica 6.º Título                  |